# Giacciano con Baruchella
Giacciano con Baruchella este o comună din provincia Rovigo, regiunea Veneto, Italia, cu o populație de 2.027 locuitori (1 ianuarie 2023) și o suprafață de 18,42 km².

## Demografie
Giacciano con Baruchella - evoluția demografică

|  | Graficele sunt indisponibile din cauza unor probleme tehnice. Mai multe informații se găsesc la Phabricator și la wiki-ul MediaWiki. |

Date: Recensăminte sau birourile de statistică - grafică realizată de Wikipedia